# 伯纳德·科尔德
温斯顿·伯纳德·科尔德（英語：Winston Bernard Coard；1944年8月10日—）是格林纳达的一个政治家。

## 生平
他曾移居美国，在布兰戴斯大学学习社会学和经济学，并加入美国共产党。 1967年，移居英国，在萨塞克斯大学学习政治经济学；同年，与同在英国读书的菲利斯结婚，并加入大不列颠共产党。
1976年，科尔德回到格林纳达，不久便活跃于格林纳达政坛。回国后不久，他加入了读中学时结识的朋友莫里斯·毕晓普领导的新宝石运动，并在1976年大选中赢得了圣乔治选区的议会席位。
1979年，新宝石运动成立人民革命政府后，他担任副总理兼财政、贸易和工业部部长。1983年10月14日，科尔德发动政变，取代莫里斯·毕晓普成为人民革命政府总理，直到5天后（19日）被哈德森·奥斯汀将军废黜。